# Cobanus cambridgei
Cobanus cambridgei är en spindelart som först beskrevs av Bryant 1943.  Cobanus cambridgei ingår i släktet Cobanus och familjen hoppspindlar. Inga underarter finns listade i Catalogue of Life.